# Герцена
Герцена (рос. Герцена) — селище у Лузькому районі Ленінградської області Російської Федерації.
Населення становить 40 осіб. Належить до муніципального утворення Дзержинське сільське поселення.

## Історія
Згідно із законом від 28 вересня 2004 року № 65-оз належить до муніципального утворення Дзержинське сільське поселення.

## Населення
| 1928 | 1953 | 1997 | 2007 | 2010 |
| ---- | ---- | ---- | ---- | ---- |
| 125  | ↘53  | ↘33  | ↗38  | ↗40  |